# 五日市警察署
五日市警察署（いつかいちけいさつしょ）は、東京都にある警視庁が管轄する警察署の一つである。第九方面に所属する。小規模警察署であり、署長は警視。
署員数およそ130名、識別章所属表示はVB。

## 所在地
- 東京都あきる野市五日市888番地7

## 管轄区域
- あきる野市の内網代、五日市、伊奈、入野、上ノ台、乙津、小中野、小峰台、小和田、三内、高尾、舘谷、舘谷台、戸倉、留原、深沢、山田、養沢、横沢（旧五日市町域）
- 西多摩郡の内
  - 日の出町
  - 檜原村

## 沿革
- 1876年（明治9年）：神奈川県八王子警察署五日市分署として開署
- 1879年（明治12年）：青梅警察署五日市分署となる。
- 1926年（大正15年）：五日市警察署として独立
- 1989年（平成元年）1月23日：現庁舎完成

## 組織
- 警務課
- 交通警備課
- 地域課
- 刑事組織犯罪対策課
- 生活安全課

## 交番

### あきる野市
- 五日市駅前交番（あきる野市舘谷台26番地）

## 駐在所

### あきる野市
- 留原駐在所（あきる野市留原266番地2）
- 伊奈駐在所（あきる野市伊奈1569番地）
- 山田駐在所（あきる野市山田569番地23）
- 戸倉駐在所（あきる野市戸倉728番地7）
- 小宮駐在所（あきる野市乙津488番地1）

### 日の出町
- 本宿駐在所（西多摩郡日の出町大字平井2038番地3）
- 平井駐在所（西多摩郡日の出町大字平井1214番地1）
- 坂本駐在所（西多摩郡日の出町大字大久野6985番地）
- 細尾駐在所（西多摩郡日の出町大字大久野3130番地）
- 堀口橋駐在所（西多摩郡日の出町大字大久野2220番地3）

### 檜原村
- 上元郷駐在所（西多摩郡檜原村上元郷469番地）
- 南郷駐在所（西多摩郡檜原村南郷1139番地1）
- 小沢駐在所（西多摩郡檜原村小沢3769番地）

## 季節特有の業務
五日市警察署の管轄区域には山間部も含み、夏の登山シーズンになると武蔵五日市駅前で山岳救助隊員による登山者への注意喚起などを行っている。
このことに平行して、登山シーズン中は数件の遭難事件が発生するので、年間通して行われている山岳救助隊の山岳訓練が特に念入りに行われる季節でもある。